# Сидерогель
Сидерогель (англ. siderogel; нім. Siderogel n) — мінерал заліза, а також осадова гірська порода. Рідкісний аморфний бурий залізняк. Назва — від сидер… і лат. «gelu» — гель (H.Strunz, 1941).
Зустрічається в болотних та лужних залізних рудах.